# Monastère de Zarzma
Le monastère de la Transfiguration de Zarzma (en géorgien ზარზმის მონასტერი) est un monastère orthodoxe situé en Géorgie, dans la municipalité de Adigueni (Samtskhé-Djavakhétie).

## Description
La chronique médiévale La vie de Sérapion de Zarzma, conservée au monastère d'Opiza, cite le moine Sérapion comme fondateur du monastère.
La partie la plus ancienne préservée dans le monastère sont les ruines d'une chapelle du Xe siècle. Les autres bâtiments datent du début du XIVe siècle et sont l'église principale dédiée à saint Jean l'Évangéliste, un clocher, deux petites églises, trois chapelles et un puits. L'église principale à croix inscrite a été érigée par le prince de Samtskhé Beka Ier (le grand-père maternel de Georges V de Géorgie) avant 1308. Elle renferme des fresques du XIVe siècle dont des représentations des princes de Samtskhé.